# Simó Sofista
Simó Sofista (en llatí Simon, en grec antic Σίμων) fou un sofista i polític grec d'època desconeguda, però probablement del segle IV aC.
Segons diu Aristòfanes a Els núvols va ser denunciat per robar al tresor públic, però no explica ni el lloc ni les circumstàncies. Èupolis, un poeta còmic, diu que va robar el tresor de la ciutat d'Heraclea Pòntica. Suides, que diu que era sofista, fa referència a la seva rapacitat i explica que el seu nom va donar lloc a un refrany molt comú, Σίμωνος ἁρπακτικώτερος (Simó lladregot, o rapinyaire), per fer referència a algú que robava molt. Uns escolis a Els núvols diuen que era una persona molt destacada en política (τῶν ἐν πολιτείᾳ διαπρεπόντων τότε), segurament a Atenes. Aristòfanes també diu que va ser declarat culpable de perjuri.